# Kaspar von Stieler
Kaspar von Stieler (2. srpna 1632 Erfurt – 24. června 1707 Erfurt) byl německý učenec, jazykovědec a lexikograf známý především svým slovníkem, jenž reprezentoval soudobou slovní zásobu němčiny.

## Dílo
- Die Geharnschte Venus, 1660 – kniha milostných písní
- Der Teutsche Advocat, encyklopedie tehdejšího německého práva
- Der teutschen Sprache Stammbaum und Fortwachs, 1691 – slovník německého jazyka, do té doby rozsahem největší